# Franca Rame
Franca Rame (født 18. juli 1929, død 29. maj 2013) var en italiensk skuespiller, dramatiker og politisk aktivist, der gennem det meste af sin karriere arbejdede tæt sammen med sin mand, Dario Fo. Hun optrådte i overvejende grad på teateret, men indspillede også enkelte film.

## Tidlige år
Rame stammer fra en familie med en århundredgammel teatertradition, og hun optrådte selv første gang som otteårig sammen med sin mor. Da Dario Fo mødte den unge og smukke Rame – som i sine unge år blev omtalt som Italiens Brigitte Bardot – blev han forelsket, og parret blev gift i 1954. Fo studerede egentlig på kunstakademiet, men mødet med Rame og hendes teaterfamilie var med til at trække Fo ind i teaterverdenen.

## Karriere
Sammen opnåede Rame og Fo snart stor succes i Italien med deres vildt fabulerende skuespil og opførelserne heraf. I begyndelsen var rollerne fordelt, så Fo var dramatikeren og skuespilleren, mens Rame også var skuespiller samt derudover den, der tog sig af administrationen i truppen.
I midten af 1960'erne tiltog parrets politiske aktiviteter, som blandt andet kom til udtryk gennem teateropførelser på besatte fabrikker. Radikaliseringen af parrets arbejde kom til udtryk gennem dannelsen af gruppen La Commune, hvorfra der blev skabt en stribe samfundskritiske og stærkt humoristiske stykker, som parret selv spillede med i. De stærkt venstreorienterede aktiviteter fik flere konsekvenser; således var Fo og Rame i en længere periode bandlyst fra italiensk tv, og i 1973 blev Rame kidnappet og voldtaget af højrefløjsaktivister.
I 1970'erne begyndte Franca Rame selv at skrive teaterstykker, primært monologer, der ofte havde et feministisk indhold. Blandt monologerne kan nævnes Voldtægten, som blev skrevet på baggrund af bortførelsen af hende i 1973. Samarbejdet med Fo var tæt, og det gjaldt også efterhånden i skriveprocessen af de stykker, der for alvor gjorde parret populære, som En tilfældig anarkists hændelige død, Vi betaler ikke! Vi betaler ikke! og det bibelsk inspirerede Mistero buffo.
Efter successen og det politiske stormvejr, som gruppen i en lang periode befandt sig i på hjemmefronten, blev Fo og Rame også populære ud over Italiens grænser, både parrets teaterstykker og deres egen optræden. Franca Rame har blandt andet flere gange sammen med sin mand været i Danmark for at optræde.
I 2006 blev Rame valgt ind i det italienske senat for Italia dei Valori, og dette partis grundlægger, Antonio di Pietro, foreslog Rame som præsident, hvilket dog ikke blev til noget. Rame opgav sin plads i senatet allerede i 2008, idet hun var frustreret over de manglende muligheder for for alvor at udrette noget i dette forum.
Hun fortsatte sit arbejde indtil sin død i 2013.